# Alconchel
Alconchel é um município raiano da Espanha, da comarca de Llanos de Olivenza no sudoeste da província de Badajoz, comunidade autónoma da Estremadura, de área 295 km².[carece de fontes?] Em 2021 tinha 1 654 habitantes (densidade: 5,6 hab./km²). Os limites do município são Olivença a norte, Villanueva del Fresno a sul, Táliga e Higuera de Vargas a este, e Cheles e Portugal a oeste, separado pelo rio Guadiana.
Grande parte do território é usado para a criação de gado, com destaque para os porcos criados nas zonas de azinheiras e sobreiros. Na vila encontra-se o castelo medieval de Miraflores.[carece de fontes?]

## Demografia
| Variação demográfica do município entre 1991 e 2004 | Variação demográfica do município entre 1991 e 2004 | Variação demográfica do município entre 1991 e 2004 | Variação demográfica do município entre 1991 e 2004 |
| --------------------------------------------------- | --------------------------------------------------- | --------------------------------------------------- | --------------------------------------------------- |
| 1991                                                | 1996                                                | 2001                                                | 2004                                                |
| 2348                                                | 2347                                                | 1981                                                | 1984                                                |